# Зюсс Оппенгеймер
Зюсс О́ппенгеймер (нім. Joseph Ben Issachar Süßkind Oppenheimer; 1698, Гейдельберг — 4 лютого 1738, Штутгарт) — німецький купець єврейського походження. 

## Життєпис
Йосип бен Іссахар Зюскінд Оппенгеймер був спочатку купцем, потім вступив у грошові відносини з марнотратним вюртемберзьким герцогом Карлом-Александром і скоро здобув його цілковиту довіру. Не обіймаючи офіційно ніякої посади (хоча його і називали іноді міністром фінансів), Оппенгеймер зумів усі адміністративні пости роздати своїм креатурам, карбував на 11 мільйонів неповноцінної монети, заснував соляну, винну і тютюнову монополії, продавав за гроші привілеї та обтяжливими податками викликав ненависть у народі.
Коли Карл-Олександр у 1737 році помер, Оппенгеймера було заарештовано і звинувачено в державній зраді, у порочних зв'язках з придворними пані та лихварстві під непомірні відсотки, відданий під суд і засуджений до смерті. Під тортурами зізнався в усіх семи смертних гріхах. Одягнений у форму «таємного фінансового радника», він був виставлений в залізній клітці напоказ народу міста Штутгарта, який повиходив на вулиці, щоб поглумитися над «придворним євреєм», а потім повішений 4 лютого 1738 року.

## В культурі
Доля Оппенгеймера відображена у повісті Вильгельма Гауфа (1827), романі Ліона Фейхтвангера (1925) і двох фільмах — британському 1934 року і німецькому («Єврей Зюсс», 1940), який вважається одним з найгостріших антисемітських творів у мистецтві Третього рейху.
У 1997 році німецький скульптор Ангела-Ізабелла Лайх створила скульптуру «Йосип Зюс Оппенгеймер».